# Джульетта (спутник)
Джульетта (англ. Juliet) — спутник планеты Уран. Была открыта 3 января 1986 года по снимкам, сделанным аппаратом «Вояджер-2», и получила временное обозначение S/1986 U 2. Названа по имени главной героини пьесы Шекспира «Ромео и Джульетта». Также обозначается как Уран XI.
Джульетта принадлежит к группе Порции, которая также включает в себя Бианку, Крессиду, Дездемону, Порцию, Розалинду, Купидона, Белинду и Пердиту. У этих спутников схожие орбиты и фотометрические свойства.
За исключением орбиты, радиуса в 53 км и геометрического альбедо 0,08, о Джульетте практически ничего не известно.
На снимках, переданных «Вояджером-2», Джульетта выглядит как продолговатый объект, направленный своей главной осью на Уран. Соотношение её поперечного размера к продольному составляет 0,5 ± 0,3, то есть Джульетта вытянута очень сильно. Поверхность имеет серый цвет.
Согласно исследованиям, Джульетта может столкнуться с Дездемоной через 4—100 млн лет.